# Пек, Боб
Боб Пек (англ. Bob Peck, 23 августа 1945 — 4 апреля 1999) — британский актёр театра, телевидения и кино. Окончил Лидском колледже искусств, с 1972 выступал в различных телевизионных программах. Запомнился ролями в ряде кинофильмов, например в фильме 1993 года «Парк Юрского периода».
Умер от рака в возрасте 53 лет.

## Фильмография
- 1975 — Королевский блеск
- 1989 — Поток
- 1990 — Повелитель мух
- Хроники молодого Индианы Джонса
- 1993 — Парк юрского периода (фильм)